# دوبروتشکوویتسه
دوبروتشکوویتسه (به چکی: Dobročkovice) یک منطقهٔ مسکونی در جمهوری چک است که در ناحیه ویشکوو واقع شده‌است. دوبروتشکوویتسه ۵٫۰۱ کیلومتر مربع مساحت و ۲۰۹ نفر جمعیت دارد و ۲۹۲ متر بالاتر از سطح دریا واقع شده‌است.